# Jaroslav Vlk
Jaroslav Vlk (* 13. března 1955) je bývalý český hokejový útočník.

## Hokejová kariéra
V československé lize hrál za TJ Vítkovice. V roce 1981 s Vítkovicemi získal mistrovský titul. Za reprezentaci Československa nastoupil v sezóně 1980/1981 v 8 utkáních a dal 1 gól. Dále hrál i za Partizan Bělehrad, TJ Spišská Nová Ves a HC Frýdek-Místek. Reprezentoval Československo na mistrovství Evropy juniorů do 19 let v roce 1973, kde tým skončil na 3. místě a mistrovství Evropy juniorů do 19 let v roce 1974, kde tým skončil na 4. místě.

## Klubové statistiky
| Sezona    | Klub            | Soutěž  | Základní část | Základní část | Základní část | Základní část | Základní část |
| Sezona    | Klub            | Soutěž  | Z             | G             | A             | B             | TM            |
| --------- | --------------- | ------- | ------------- | ------------- | ------------- | ------------- | ------------- |
| 1972/1973 | TJ VŽKG Ostrava | 2. liga | -             | -             | -             | -             | -             |
| 1973/1974 | TJ VŽKG Ostrava | 1. liga | -             | -             | -             | -             | -             |
| 1974/1975 | TJ VŽKG Ostrava | 1. liga | -             | -             | -             | -             | -             |
| 1975/1976 | TJ VŽKG Ostrava | 1. liga | -             | -             | -             | -             | -             |
| 1976/1977 | TJ Vítkovice    | 1. liga | -             | -             | -             | -             | -             |
| 1977/1978 | TJ Vítkovice    | 1. liga | 26            | 11            | 11            | 22            | 6             |
| 1978/1979 | TJ Vítkovice    | 1. liga | 41            | 17            | 18            | 35            | 146           |
| 1979/1980 | TJ Vítkovice    | 1. liga | 41            | 31            | 19            | 50            | 10            |
| 1980/1981 | TJ Vítkovice    | 1. liga | 38            | 25            | 27            | 52            | 16            |
| 1981/1982 | TJ Vítkovice    | 1. liga | 38            | 21            | 33            | 54            | -             |
| 1982/1983 | TJ Vítkovice    | 1. liga | 39            | 17            | 36            | 53            | 22            |
| 1983/1984 | TJ Vítkovice    | 1. liga | 36            | 15            | 11            | 26            | 20            |
| 1984/1985 | TJ Vítkovice    | 1. liga | 40            | 27            | 23            | 50            | 9             |
| 1985/1986 | TJ Vítkovice    | 2. liga | 36            | 17            | 19            | 36            | -             |
| 1986/1987 | TJ Vítkovice    | 28      | 14            | 6             | 20            | 6             |               |